# Heracleum leskovii
Heracleum leskovii är en flockblommig växtart som beskrevs av Aleksandr Alfonsovitj Grossgejm. Heracleum leskovii ingår i släktet lokor, och familjen flockblommiga växter. Utöver nominatformen finns också underarten H. l. angustilaciniatum.